# Lukas Frenkert
Lukas Frenkert (* 19. Juli 2000 in Ochtrup) ist ein deutscher Fußballspieler. Er steht bei Eintracht Braunschweig unter Vertrag. Er ist ein Abwehrspieler, der sowohl als Innen- als auch als Außenverteidiger eingesetzt werden und überdurchschnittlich weit einwerfen kann.

## Karriere
Frenkert spielte in seiner Jugend drei bis vier Jahre für den SC Arminia Ochtrup bevor er im Alter von zehn Jahren in die Niederlande zum FC Twente Enschede wechselte, wo er noch die Position eines Stürmers bekleidete. Bis 2014 kam er in der Jugendabteilung von Eintracht Rheine zum Einsatz. Mit seinem Wachstumsschub im Alter von 13 bis 14 Jahren wurde er im zentralen Mittelfeld eingesetzt. In den Jahren 2014 bis 2019 spielte er für die Jugendmannschaften des SC Preußen Münster. Seit seinen Einsätzen in der U17-Mannschaft spielt Frenkert als Abwehrspieler, zunächst auf der Position des Außenverteidigers. In der A-Jugend-Mannschaft von Preußen Münster kam er auf 35 Einsätze und erzielte ein Tor.
Zunächst spielte Frenkert in den Jahren 2019 bis 2021 in der zweiten Mannschaft des SC Preußen Münster in der Oberliga Westfalen, bevor er mit der ersten Mannschaft den Westfalenpokal 2020/21 gewann.
Die Saison der Fußball-Regionalliga West 2021/22 bestritt er für ein halbes Jahr in der U23-Mannschaft des FC Schalke 04 II.
In der Rückrunde der Saison der Fußball-Regionalliga West 2021/22 kehrte Frenkert zum SC Preußen Münster zurück, kam trotz Schultereckgelenksprengung und Knöchelbruch auf neun Einsätze und wurde punktgleich mit drei Toren Differenz Vizemeister. Nach elf Monaten verletzungsbedingter Pause stieg Frenkert in der Rückrunde in der darauffolgenden Saison der Fußball-Regionalliga West 2022/23 wieder in den Spielbetrieb bei Preußen Münster ein, wurde Meister und stieg in die 3. Fußball-Liga 2023/24 auf.
Frenkert unterstützte leihweise den 1. FC Bocholt in der Fußball-Regionalliga West 2023/24, wo er als Innenverteidiger viel gelobt dazu beitrug, dass Bocholt die Saison als Vizemeister abschließen konnte und von seinem Team zum „Spieler des Jahres“ gekürt wurde. Seine 29 Partien für Bocholt bestritt er jeweils in der Startaufstellung stehend und über die volle Spielzeit. Im Pokal traf Frenkert in drei Partien zweimal. Als Wohnort behielt er Münster während seiner Spielzeit für Bocholt bei.
Mit Erreichen des Leihendes kehrte Frenkert zur Sommerpause 2024 vom 1. FC Bocholt zurück zu Preußen Münster. Am ersten Spieltag der 2. Fußball-Bundesliga 2024/25 bestritt er sein erstes Spiel in der 2. Fußball-Bundesliga. In dieser Saison absolvierte er auf Partien, erzielte dabei drei Tore und gab zwei Torvorlagen. Vom Kicker-Sportmagazin wurde Frenkert zu einem der besten Innenverteidiger der zweiten Bundesliga gekürt und in die „Elf der Saison“ berufen. Den im Februar 2025 von Preußen Münster vorgelegten Vertrag unterzeichnete Frenkert nicht, sondern entschied sich für einen Wechsel zum Ligakonkurrenten Eintracht Braunschweig.

## Privates
Frenkert wuchs in Ochtrup auf und hat eine Schwester. Privat spielt er Tennis.
Parallel zu seiner Karriere als Fußballprofi nahm Frenkert ein Lehramtstudium der Fächer Sport und Latein an der Universität Münster auf. Aufgrund der mit dem Profisport nicht vereinbaren, verpflichtenden Anwesenheitszeiten, pausierte er dieses und wechselte er zu einem Studium in Sportmanagement an eine Fernuniversität.

## Erfolge
Preußen Münster
- Westfalenpokal-Sieger: 2021
- Meister der Regionalliga West und Aufstieg in die 3. Liga: 2023